# 월간 영 점프
《월간 영 점프》(月刊ヤングジャンプ 겟칸 영구 잔푸[*])는 슈에이샤가 1994년부터 2010년까지 발행하던 월간 소년 만화 잡지이다. 《주간 영 점프》의 자매지이며 이후 《미라클 점프》가 후속 잡지로 발행된다.

## 개요
《주간 영 점프》의 자매지로, 1994년부터 주간 영 점프의 증간호로 발행되다가 2008년 《월간 영 점프》로 개명한 후 2010년 8월 12일에 발매된 9월호를 마지막으로 간행이 중단되었다. 슈에이샤 측은 휴간에 대해서 2011년 1월에 후속지인 《미라클 점프》를 창간할 예정이라 밝혔으며, 후속지인 《미라클 점프》는 공상과학 및 판타지를 테마로 하여 여러 만화를 개제하고 있다.
단행본은 《주간 영 점프》와 같은 "점프 코믹스" 레이블로 발행되었다.

## 관련 잡지
- 미라클 점프 (후속지)
- 주간 영 점프